# Chelifera subensifera
Chelifera subensifera är en tvåvingeart som beskrevs av James David Macdonald 1994. Chelifera subensifera ingår i släktet Chelifera och familjen dansflugor.
Artens utbredningsområde är Washington. Inga underarter finns listade i Catalogue of Life.